# Wenn wir sonntags in die Kirche geh’n
Wenn wir sonntags in die Kirche geh’n ist ein deutsches Volkslied aus Schlesien. In schlesischer Mundart lautet das Lied Wenn mer suuntichs (sunntichs) ei de Kerche giehn. Berühmt wurde die Melodie des Liedes durch Willy Millowitschs Interpretation Wir sind alle kleine Sünderlein.

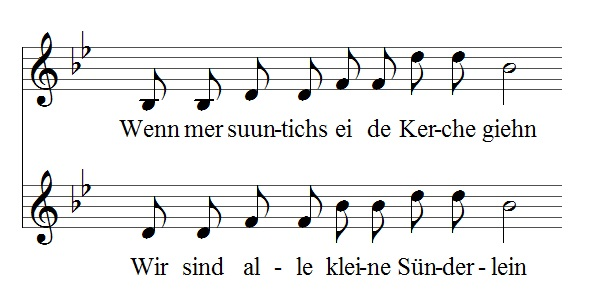
Synopse der Melodieanfänge

Text und Melodie des Liedes wurden erstmals im Jahre 1887 in Albendorf (Schlesien), dem heutigen Wambierzyce (Polen), aufgezeichnet. Die Aufzeichnung findet sich im 1911 erschienenen Buch Volkslieder der Grafschaft Glatz von Georg Amft. Die Melodie weist Ähnlichkeiten mit dem Tirolerlied Wann i in der Fruh aufsteh (1814), das um 1820 vielfach in Variationen verarbeitet wurde, und dem Jägerlied Abgespüret sind die Wege auf, das 1866 in Heinrich Christian Burckhardts Jagd- und Wald-Liedern erschien, sowie mit der Mazurka russe La Czarine von Louis Ganne. Der deutsche Schlagerkomponist und Liedtexter Heinz Korn dichtete 1964 den Text Wir sind alle kleine Sünderlein zu dieser Melodie, gesungen von Willy Millowitsch unter anderem in dem Spielfilm Alter Kahn und junge Liebe (1973). Dabei wurde der Melodieanfang dahingehend verändert, dass an die Stelle des Dreiklangaufstiegs vom Grundton mit anschließendem Sextsprung zur Oberterz der bruchlose Aufstieg von der Terz trat.
Im Film Rübezahl – Herr der Berge (1957) werden die 1. und 4. Strophe des Originals in der Schlussszene (Spielzeit ab 01:03:56h, Tanzfest auf der Baude) a cappella gesungen.

## Text
Alternative Schreibweisen oder Wortabweichungen sind in Klammern gesetzt:
Originaltext in schlesischer Mundart

1. Strophe

Wenn mer (m’r) suuntichs (sunntichs) ei de Kerche (Kärche) giehn,

’swoar emmer asu, ’swoar emmer asu,

Bleib mer voar awing bem Kratschm stiehn (Blei’n m’r voar a wing beim Kratsch’m stiehn),

’swoar emmer asu, asu,

Do loo ber moncha guda Truppa (Do loan m’r moncha guda Troppa)

Ei inse Kahle nunderluppa (Ei onser Kahle nonder hoppa),

Denn mer sein joa gude Kenderla (Denn m’r sein ju gude Kender),

’swoar emmer asu, ’swoar emmer asu,

Denn mer sein joa gude Kenderla (Denn m’r sein ju gude Kender),

’swoar emmer asu, asu.

2. Strophe

Schempft ins oo der Forrer tichtig aus (Schempft ons a d’r Pfarrer techtich aus),

’swoar emmer asu, ’swoar emmer asu,

Schlof (Schloof) mersch halt eim Omte (Oamte) wieder aus

’swoar emmer asu, asu,

Du, lieber Goot, machs (machst) oalles (olles) gleiche

Un fihrscht ins ei dei Himmelreiche (du führst ons ei dei Himmelreiche),

Denn mer sein joa deene Kinderla (denn m’r sein ja deine Kender),

’swoar emmer asu, ’swoar emmer asu,

Denn mer sein joa deene Kinderla (denn m’r sein ja deine Kender),

’swoar emmer asu, asu.

3. Strophe

Wenn de Urchel ’s letzte Schtickla schpielt (Wenn die Oarchel ’s letzte Steckla spielt),

’swoar emmer asu, ’swoar emmer asu,

Aalt un (on) jung (jong) sich wieder dorschtich fihlt,

’swoar emmer asu, asu,

Zum Kratschm (Kratsch’m) lenk mer inse (onse) Schriete,

V’llecht kimmt der Forr a bisla miete (Vielleicht kemmt d’r Herr Pforre miete),

Denn mer sein joa seene Kinderla (Denn m’r sein ju gude Kender)

’swoar emmer asu, ’swoar emmer asu,

Denn mer sein joa seene Kinderla (Denn m’r sein ju gude Kender)

’swoar emmer asu, asu.

4. Strophe

Wenn ’s uff heemzu oo recht wacklich gieht (Wenn’s off häzu a recht wacklich gieht),

’swoar emmer asu, ’swoar emmer asu,

Weeß der Kuckuck, wo ins ’s Käppla stieht (Wäß der Kuckuck, wu ons ’s Käppla schtieht),

’swoar emmer asu, asu,

Drheem empfängt ins die Kalline (D’rhäme empfägt ons die Kaline)

Mit anner sauersise Miene: (Met äner sauersissa Miene:)

„Na, ihr seit mer schiene Kinderla!“ („Na, ihr seid m’r schiene Kender!“)

’swoar emmer asu, ’swoar emmer asu,

„Na, ihr seit mer schiene Kinderla!“ („Na, ihr seid m’r schiene Kender!“)

’swoar emmer asu, asu.
Standarddeutsche Übersetzung

Wenn wir sonntags in die Kirche gehn,

’s war immer so,

bleiben wir vorher ein wenig beim Wirtshaus stehn.

Da lassen wir manchen guten Tropfen

in unsere Kehle hinunterlaufen,

denn wir sind ja gute Kinderlein.

Schimpft uns auch der Pfarrer tüchtig aus,

schlafen wir’s halt im Amt wieder aus.

Du, lieber Gott, machst alles gleich

und führst uns in dein Himmelreich,

denn wir sind ja deine Kinderlein.

Wenn die Orgel das letzte Stück spielt,

Alt und Jung sich wieder durstig fühlt,

lenken wir unsere Schritte zum Wirtshaus.

Vielleicht kommt der Pfarrer ein bisschen mit,

denn wir sind ja seine Kinderlein.

Wenn’s nach Hause auch recht wacklig geht,

weiß der Kuckuck, wo uns der Hut steht.

Zu Hause empfängt uns die Kaline

mit einer sauersüßen Miene:

„Na, ihr seid mir schöne Kinderlein!“